# Penne (Tarn)
Penne è un comune francese di 571 abitanti situato nel dipartimento del Tarn nella regione dell'Occitania.

## Società

### Evoluzione demografica

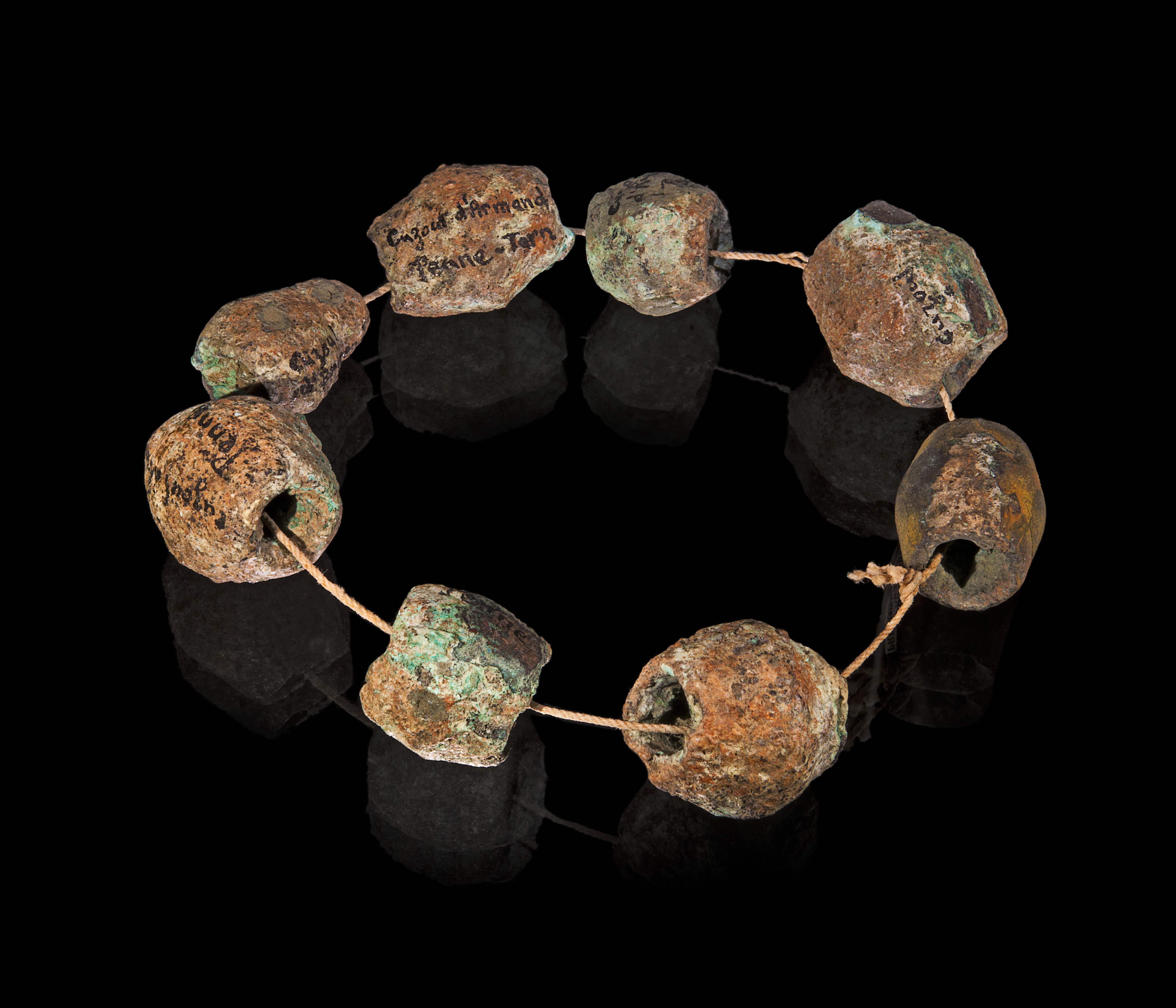
Parure en bronze de Penne (Tarn), Muséum de Toulouse

Abitanti censiti